# Reprezentacja Chorwacji na Mistrzostwach Świata w Narciarstwie Klasycznym 2009
Reprezentacja Chorwacji na Mistrzostwach Świata w Narciarstwie Klasycznym 2009 liczyła 3 sportowców. Najlepszym wynikiem było 78. miejsce (Vedrana Malec) w sprincie kobiet.

## Medale

### Złote medale
Brak

### Srebrne medale
Brak

### Brązowe medale
Brak

## Wyniki

### Biegi narciarskie mężczyzn
Sprint
- Filip Kontak - 93. miejsce (odpadł w kwalifikacjach)
- Andrej Burić - 99. miejsce (odpadł w kwalifikacjach)

### Biegi narciarskie kobiet
Sprint
- Vedrana Malec - 78. miejsce (odpadła w kwalifikacjach)